# Акцијски фонд Републике Србије
Акцијски фонд Републике Србије поред Агенције за приватизацију на основу Закона о приватизацији, Закона о Агенцији за приватизацију и Закона о Акцијском фонду донетих у 2001. години, представља специјализовану финансијску институцију Министарства привреде која ће омогућити да се процес приватизације заврши до краја, водећи рачуна да се притом именују власници над целокупним државним капиталом.
Акцијски фонд продаје акције које су преостале из претходног поступка приватизације, на основу ранијег Закона о приватизацији и других аката који су уређивали својинску трансформацију. Истовремено Акцијски фонд доприноси порасту промета акција, и одиграо је пионирску улогу у формирању тржишта капитала у Србији, процесом приватизације. 